# Skiggy Rapz
Skiggy Rapz, pseudoniem van Marcel Tegelaar (Maassluis, 1982), is een Nederlandse, Engelstalige MC en producer.

## Carrière
In 2003 won hij de Grote Prijs van Nederland in de categorie 'HipHop/R&B'. Een jaar later verscheen zijn debuut Boatdrinks, dat hetzelfde jaar ook in Japan werd uitgebracht (met extra nummers). In 2006 produceerde Skiggy Rapz het leeuwendeel van het album Verhalen Vanuit de Sofa van Diggy Dex. In 2009 verscheen de ep Bang to the Boogie. In 2013 verscheen het tweede album Satellites. Skiggy Rapz is zich dan al meer gaan toeleggen op produceren, ook buiten de hiphop, zoals Diggy Dex, Eefje de Visser en Krystl.

### Keynote Speakerz
Vanaf 2005 vormde hij onder de naam Keynote Speakerz een duo met de bevriende MC en producer Master Surreal. In 2006 brachten zij een 12"-vinyl-ep uit getiteld It's Like That!. Dit had een aanzienlijk succes en zo kwamen ze het voorprogramma te verzorgen voor Amerikaanse hiphopartiesten als KRS-One, Kanye West, Pete Rock & CL Smooth en Guru (Gang Starr).
In 2007 verscheen Keynote Speakerz' debuutalbum Record, gevolgd door een remixalbum in 2009, getiteld Remix Record, met daarop remixen van onder meer Arts The Beatdoctor, Kyteman, Inf, DJ DNA en Boemklatsch.

### Producer
Als hiphop artiest is Tegelaar al enkele jaren minder actief. Achter de schermen is Tegelaar wel bezig geweest. Zo heeft hij samengewerkt met veel grote Nederlandse artiesten. Zo werkte Tegelaar al jaren samen met Diggy Dex, voor wie hij live ook als back-up rapper en vocalist fungeert. Voor Diggy Dex produceerde hij onder meer de album Karavaan, Carrousel en Tempo Giusto. Vanaf 2016 werkt Tegelaar samen met Guus Meeuwis. In 2020 heeft Tegelaar de helft van het album Deel Zoveel van Meeuwis geproduceerd.